# Ignacio Ibáñez
Ignacio Elías Ibáñez Santana (* 8. Oktober 1996 in Chillán) ist ein chilenischer Fußballspieler auf der Position des Flügelstürmers.

## Karriere
Ignacio Ibáñez begann seine Profikarriere 2014 bei Deportivo Ñublense, wo er erst in der zweiten Mannschaft spielte, dann aber in der Primera B den Durchbruch schaffte. 2018 wurde er an Everton der Primera División ausgeliehen. 2020 wechselte der Flügelspieler zum CD Cobreloa und ein Jahr später zu Drittligist Deportes Concepción. 2022 verpflichtete Unión Española den Offensivspieler. 2023 verbrachte Ibáñez bei Universidad de Concepción. Seit Januar 2024 spielt der Angreifer bei den Rangers de Talca.